# Провиденс (тауншип, Миннесота)
Провиденс (англ. Providence) — тауншип в округе Лак-ки-Парл, Миннесота, США. На 2000 год его население составило 186 человек.

## География
По данным Бюро переписи населения США площадь тауншипа составляет 93,5 км², из которых 93,5 км² занимает суша, a вода составляет 0,03 %.

## Демография
По данным переписи населения 2000 года здесь находились 186 человек, 71 домохозяйство и 56 семей.  На территории тауншипа расположено 76 построек со средней плотностью 0,8 построек на один квадратный километр. Расовый состав населения: 100,00 % белых.
Из 71 домохозяйства в 28,2 % воспитывались дети до 18 лет, в 76,1 % проживали супружеские пары, в 1,4 % проживали незамужние женщины и в 21,1 % домохозяйств проживали несемейные люди. 18,3 % домохозяйств состояли из одного человека, при том 9,9 % из — одиноких пожилых людей старше 65 лет. Средний размер домохозяйства — 2,62, а семьи — 3,00 человека.
24,7 % населения — младше 18 лет, 7,0 % — в возрасте от 18 до 24 лет, 17,2 % — от 25 до 44, 34,9 % — от 45 до 64, и 16,1 % — старше 65 лет. Средний возраст — 45 лет. На каждые 100 женщин приходилось 109,0 мужчин.  На каждые 100 женщин старше 18 приходилось 118,8 мужчин.
Средний годовой доход домохозяйства составлял 45 313 долларов, а средний годовой доход семьи —  50 833 доллара. Средний доход мужчин —  26 964  доллара, в то время как у женщин — 22 292. Доход на душу населения составил 19 254 доллара. За чертой бедности находились 4,3 % семей и 10,5 % всего населения тауншипа, из которых 27,3 % младше 18 лет.